# Atractus dapsilis
Atractus dapsilis — вид змій родини полозових (Colubridae). Ендемік Бразилії. Описаний у 2019 році.

## Поширення і екологія
Atractus dapsilis мешкають в Бразильській Амазонії, в штатах Амазонас і Пара. Голотип був зібраний в Національному лісі Сарака-Такера, в муніципалітеті Оріксіміна в штаті Пара, на висоті 97 м над рівнем моря.